# ITF Ningbo
Das ITF Ningbo (offiziell: Ningbo Open 2012) war ein Tennisturnier des ITF Women’s Circuit, das in Ningbo, auf Hartplatz ausgetragen wurde.

## Siegerliste

### Einzel
| Jahr | Siegerin                | Finalgegnerin          | Ergebnis               |
| ---- | ----------------------- | ---------------------- | ---------------------- |
| 2010 | ↓ Kategorie: $10.000 ↓  | ↓ Kategorie: $10.000 ↓ | ↓ Kategorie: $10.000 ↓ |
| 2010 | Tian Ran                | Zheng Saisai           | 6:2, 6:3               |
| 2010 | ↓ Kategorie: $100.000 ↓ |                        |                        |
| 2010 | Alberta Brianti         | Magdaléna Rybáriková   | 6:4, 6:4               |
| 2011 | Nastassja Jakimawa      | Erika Sema             | 7:63, 6:3              |
| 2012 | Hsieh Su-wei            | Zhang Shuai            | 6:2, 6:2               |

### Doppel
| Jahr | Siegerinnen                     | Finalgegnerinnen                | Ergebnis               |
| ---- | ------------------------------- | ------------------------------- | ---------------------- |
| 2010 | ↓ Kategorie: $10.000 ↓          | ↓ Kategorie: $10.000 ↓          | ↓ Kategorie: $10.000 ↓ |
| 2010 | Wang Yafan Yang Zhaoxuan        | Lu Jiaxiang Yang Zi-Jun         | 1:6, 6:2, [10:4]       |
| 2010 | ↓ Kategorie: $100.000 ↓         |                                 |                        |
| 2010 | Chan Chin-wei Chen Yi           | Jill Craybas Olha Sawtschuk     | 6:3, 3:6, [10:8]       |
| 2011 | Tetjana Luschanska Zheng Saisai | Chan Chin-wei Han Xinyun        | 6:4, 5:7, [10:4]       |
| 2012 | Shūko Aoyama Chang Kai-chen     | Tetjana Luschanska Zheng Saisai | 6:2, 7:5               |